# 1873 en Belgique
Chronologie de la Belgique
- 1869
- 1870
- 1871
- 1872
- 1873
- 1874
- 1875
- 1876
- 1877

Cette page recense des événements qui se sont produits durant l'année 1873 en Belgique.

## Chronologie
- 18 mai : loi sur les sociétés commerciales (liberté totale de création de sociétés anonymes)[1].
- 29 juin : à Bruxelles, environ 10 000 personnes participent à un cortège de soutien à Jozef Schoep, ouvrier molenbeekois condamné en 1872 pour avoir refusé de déclarer la naissance de son enfant en français[2].
- 10 juillet : à Bruxelles, Paul Verlaine tire des coups de révolver sur Arthur Rimbaud[3].
- 8 août : Paul Verlaine est condamné à deux ans de prison[4].
- 17 août : première loi linguistique, réglant l'emploi du « flamand » en matière judiciaire[2].
- 25 octobre : Verlaine est transféré à la prison de Mons, où il continuera à écrire[4].
- 27 décembre : inauguration du nouveau bâtiment de la Bourse de Bruxelles .

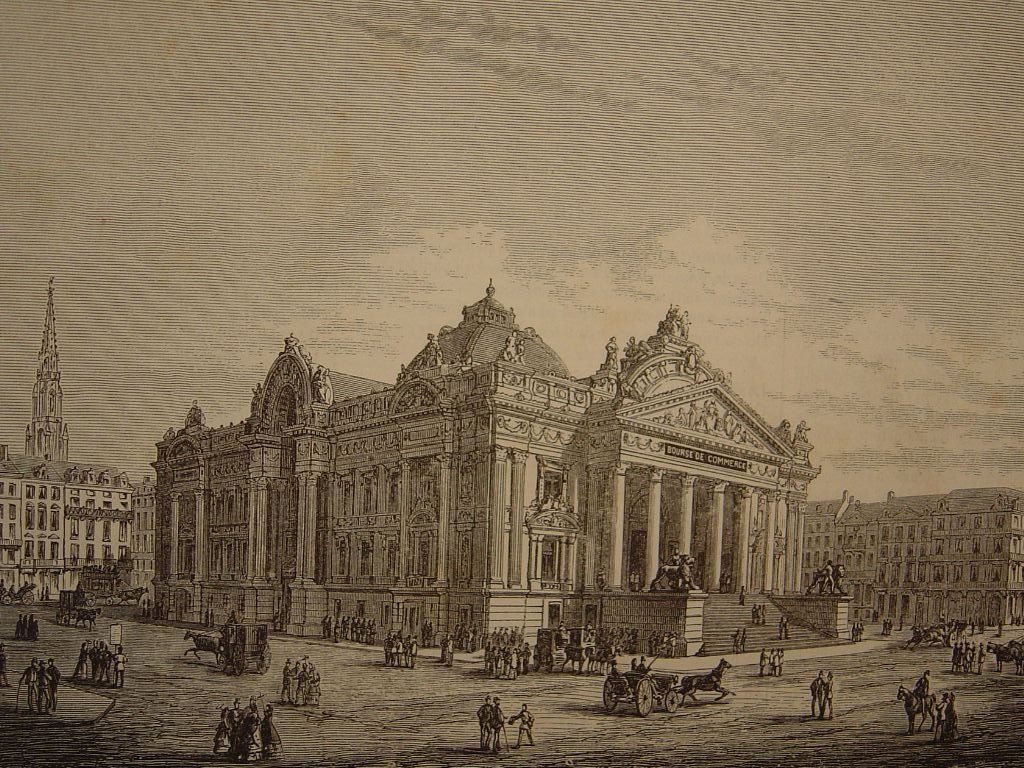
La bourse de Bruxelles en 1872 (architecte : Léon Suys).

## Culture

### Arts
- du 10 août au 5 octobre : Salon d'Anvers.

#### Peinture

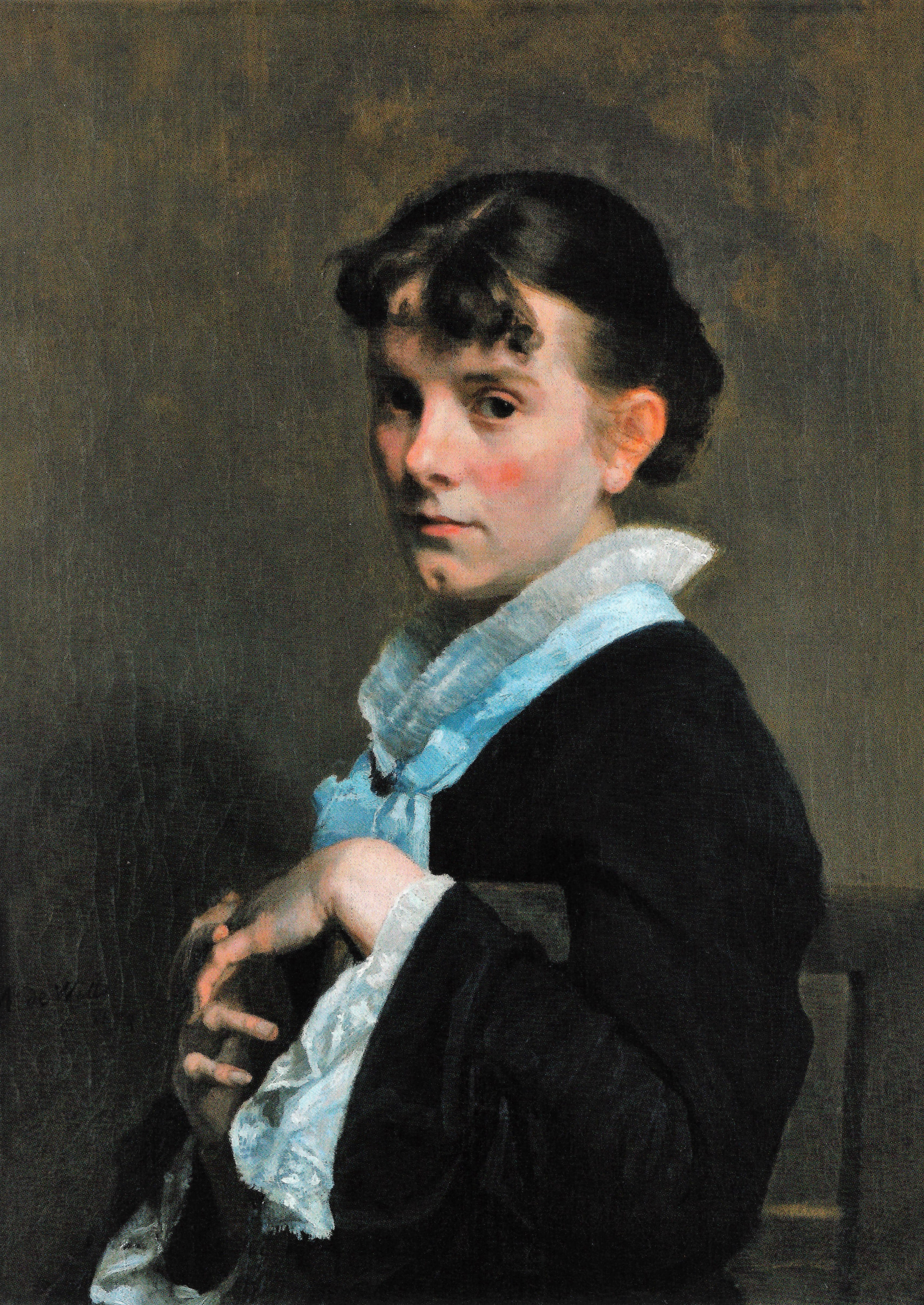
Femme au corsage noir (Adrien de Witte).
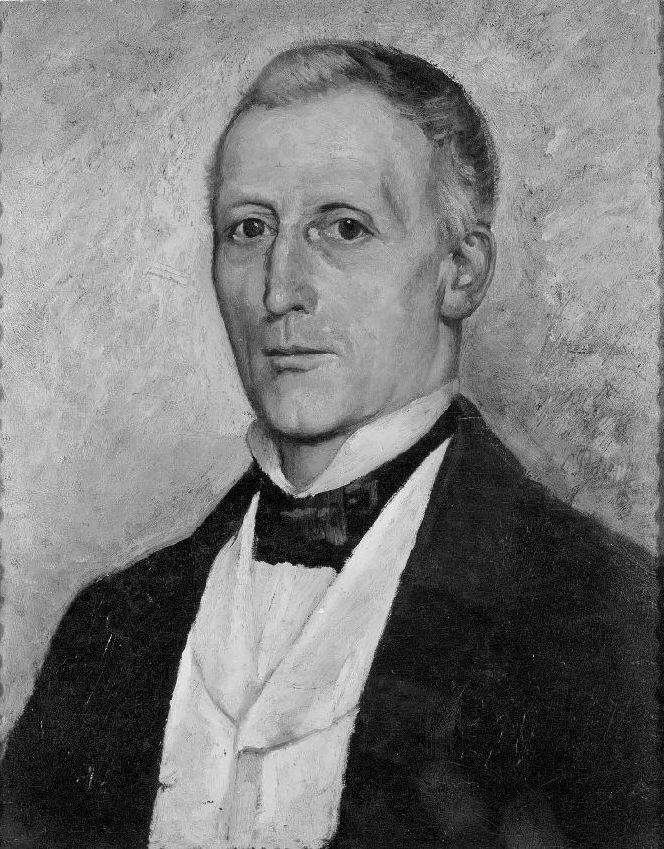
Portrait du père de l'artiste (Léon Philippet).
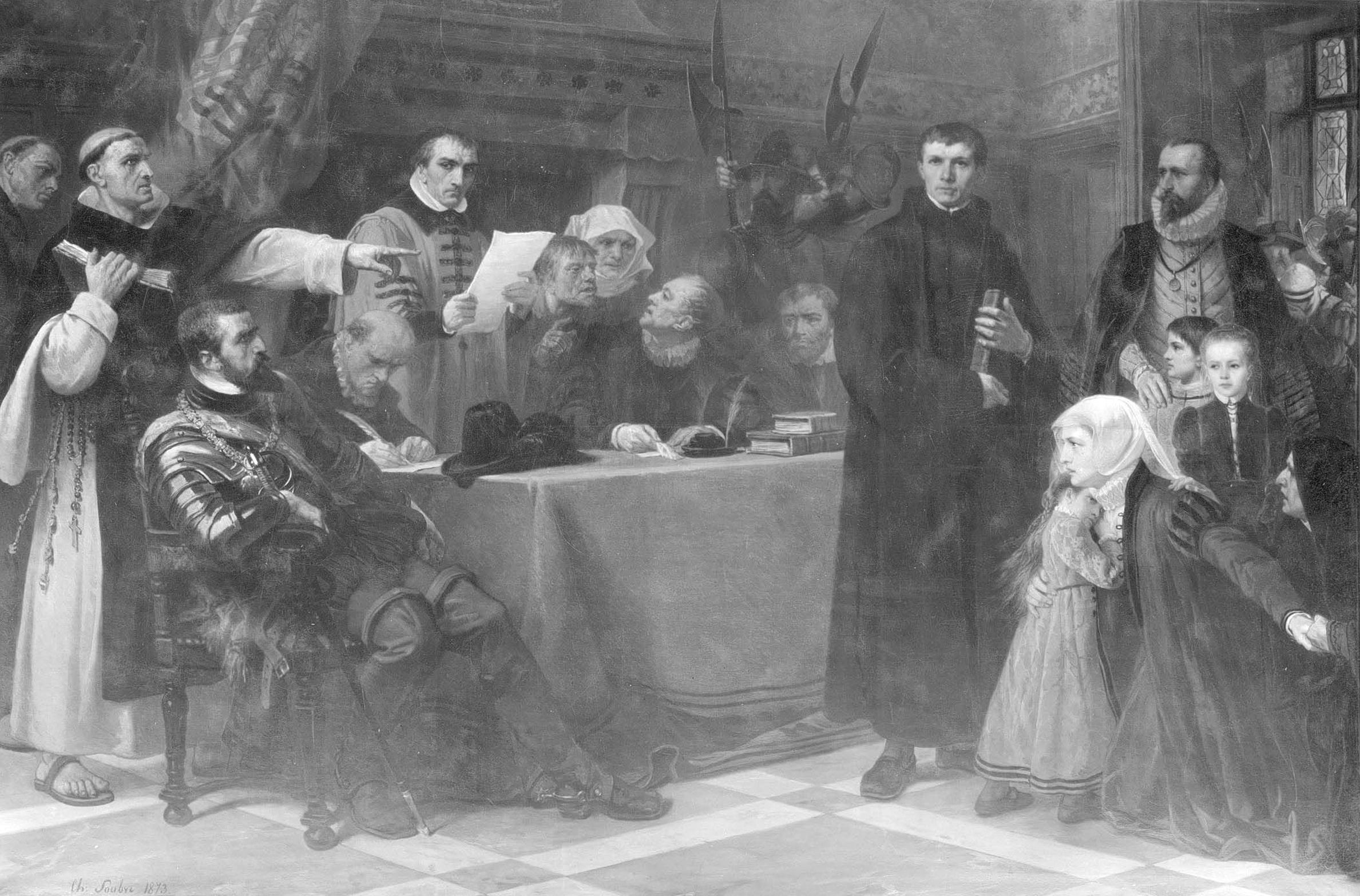
Une famille noble devant le Conseil des troubles (Charles Soubre).

## Naissances
- 28 janvier : Frans Smeers, peintre († 1er juin 1960).
- 28 février : Georges Theunis, homme politique († 4 janvier 1966).
- 28 juillet : Pierre Nolf, médecin et homme politique († 14 septembre 1953).
- 16 septembre : Alfred Bastien, peintre († 7 janvier 1955).
- 14 décembre : Joseph Jongen, compositeur († 12 juillet 1953).

## Décès
- 14 février : Constant d'Hoffschmidt, homme politique (° 7 mars 1804).
- 5 mai : Albert Goblet d'Alviella, homme politique et militaire (° 26 mai 1790).
- 22 décembre : Ida du Chasteler, peintre héraldiste (° 9 juillet 1797), morte à Blevio (Italie).